# Азиатские трогоны
Азиа́тские трого́ны (лат. Harpactes) — род тропических птиц из семейства трогоновых.

## Внешний вид
Проявляют выраженный половой диморфизм. Самки обычно окрашены скромнее самцов. Спина у самок бурая, хвост частично белый (в основном снизу), а самцы большинства видов имеют красное брюхо.

## Ареал
Встречаются в Юго-Восточной Азии, Индии.

## Питание
Питаются членистоногими, мелкими ящерицами и фруктами.

## Виды
- Harpactes fasciatus — Малабарский азиатский трогон
- Harpactes kasumba — Краснозатылочный азиатский трогон
- Harpactes diardii — Ожерелковый азиатский трогон
- Harpactes ardens — Филиппинский азиатский трогон
- Harpactes whiteheadi — Серогрудый азиатский трогон
- Harpactes orrhophaeus — Коричневогузый азиатский трогон
- Harpactes duvaucelii — Красногузый азиатский трогон
- Harpactes oreskios — Зеленоголовый азиатский трогон
- Harpactes erythrocephalus — Красноголовый азиатский трогон
- Harpactes wardi — Розовохвостый азиатский трогон